# Paul Wentzcke
Friedrich Wilhelm Heinrich Paul Wentzcke (* 4. September 1879 in Koblenz; † 25. November 1960 in Frankfurt am Main) war ein deutscher Historiker, Archivar und Museumsdirektor.

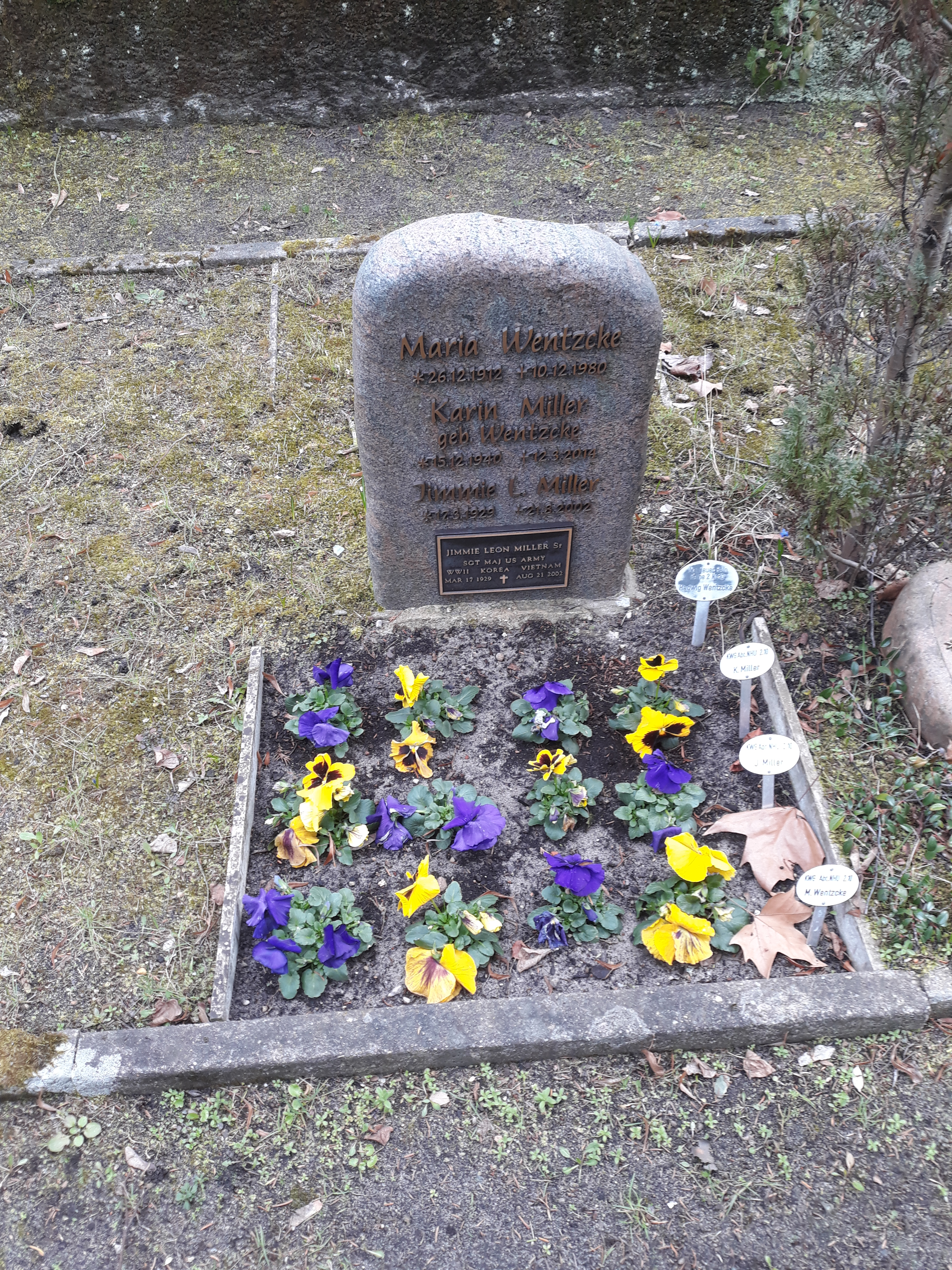
Familiengrab Wentzcke auf dem Friedhof der Kaiser-Wilhelm-Gedächtnis-Gemeinde in Berlin. Der alte Grabstein wurde entfernt. Der neue Grabstein von 2014 erinnert nur noch an Wentzckes Tochter Maria, seine Enkeltochter, sowie an deren amerikanischen Ehemann. Beide sind ebenfalls hier beigesetzt.

## Leben und Werk
Wentzcke stammte aus einer preußischen Beamtenfamilie. Sein Vater war ein Proviantamt-Direktor, der häufig versetzt wurde. Paul Wentzcke wuchs in Wesel, Verden an der Aller und Straßburg auf. Er ging auf das Protestantische Gymnasium in Straßburg und auf das Gymnasium in Rastatt, das er 1899 mit dem Abitur abschloss. Er studierte Geschichte, Germanistik, Geographie und Staatswissenschaften in Straßburg, unter anderem bei Harry Bresslau und Friedrich Meinecke. Er gehörte seit Beginn seines Studiums 1899 der Burschenschaft Alemannia Straßburg (später zu Hamburg) an und wurde später auch Alter Herr der Marchia Köln und Germania Würzburg.
1904 promovierte er bei Friedrich Meinecke über den Elsässer Publizisten Johann Frischmann. Für die von Meinecke herausgegebene Historische Zeitschrift (HZ) bearbeitete er anschließend das Register der Bände 57–96, der die zwanzig Jahre vor dem Erscheinen des Registers 1906 abdeckte. Von 1907 bis 1912 hatte Wentzcke in Straßburg seine erste Stellung als Archivar inne. Im Ersten Weltkrieg war er von 1914 bis 1918 Soldat und kämpfte unter anderem an der Westfront; zuletzt war er Major der Reserve.
Wentzcke befasste sich vor allem mit dem deutsch-französischen Grenzgebiet am Rhein und mit der deutschen Einheitsbewegung des 19. Jahrhunderts. Als Hauptwerk Wentzckes gilt das 1921 erschienene Der deutschen Einheit Schicksalsland, in dem er das Reichsland Elsaß-Lothringen behandelt; auch in Der Rheinkampf (1925) behandelt er die französische Politik in Bezug auf das Rheinland.
1912 heiratete er Erna von Fiedler, mit der er eine Tochter hatte. Mit dem Wechsel nach Düsseldorf 1912 wurde Wentzcke dort Leiter des Stadtarchivs, 1926 auch des Historischen Museums. Er konzentrierte sich in seinen Publikationen zu dieser Zeit auf Gegenwartsprobleme des Rheinlandes und des Ruhrgebietes, vor allem unter alliierter Besetzung und im „Ruhrkampf“. Daneben erforschte er seit 1910 auch das Leben Heinrich von Gagerns und gab Teile von dessen Nachlass heraus (Bd. 1: Deutscher Liberalismus im Vormärz, 1959). Mit dem Vormärz, der Revolution von 1848 und der Frankfurter Nationalversammlung befasste er sich in einigen weiteren Publikationen. Besondere Bedeutung haben in diesem Zusammenhang seine Forschungen zur burschenschaftlichen Bewegung. So übernahm Wentzcke 1930 von Herman Haupt den Vorsitz der Gesellschaft für burschenschaftliche Geschichtsforschung. 1927 übernahm Wentzcke den Vorsitz des Düsseldorfer Geschichtsvereins; unter seinem bis 1935 dauernden Vorsitz erfolgte die widerspruchslose Gleichschaltung des Vereins.
An der Johann Wolfgang Goethe-Universität Frankfurt am Main war Wentzcke ab 1935 als Honorarprofessor für Geschichte tätig und kehrte dort zu den Themen rund um Straßburg und das Elsass zurück. In Frankfurt war er auch Direktor beim Institut der Elsässer und Lothringer im Reich. 1945 wurde er für kurze Zeit kommissarischer Leiter des Frankfurter Stadtarchivs.
Zwischen 1918 und 1933 war Wentzcke Mitglied der Deutschen Volkspartei, für die er 1924 – allerdings ohne Erfolg – für den Reichstag kandidierte. Der Historiker Christoph Cornelißen attestierte Wentzckes Werk eine unübersehbare „antisozialistische, antigewerkschaftliche und auch antirepublikanische Grundlinie“.

Paul Wentzckes Vorschlag für eine deutsche Flagge: „Republikanische Trikolore“ (1948)

 Wentzcke betrachtete den Nationalsozialismus positiv, zur Hakenkreuzfahne fand er in Hoheitszeichen und Farben des Reichs folgende Worte: „Mit der Einführung der Hakenkreuzfahne fand der dringende Ruf nach einem wahrhaft großen, allgemein anerkannten Heerzeichen, das die ehrenvolle Überlieferung vergangener Zeiten mit der siegreichen Idee arteigener Zukunft verbinden konnte, endgültig Erfüllung. In der gleichen Stunde, in der die Entwicklung vieler Jahrhunderte ihren sichtbaren Abschluß fand, nahmen die neu geschaffenen Hoheitszeichen und Farben eine glanzvolle Überlieferung auf: Uralt germanisch der rote Grundton des Hakenkreuzbanners, uralt die Sitte, in dieses rote Feld das zielweisende Sinnbild der geltenden Welt- und Staatsanschauung zu setzen. In anderer Weise als es die Geschichte früherer Zeiten lehrte, aber wiederum in hartem Kampf gegen innere und äußere Feinde erhob ein Heer Führer und Fahnen.“
Obwohl deutschnational, wurde ihm bereits 1933 wegen fehlender Nähe zur NS-Ideologie – Wentzcke war kein Parteimitglied – die Direktion des Düsseldorfer Museums entzogen, er selbst vom Reichssicherheitsdienst beobachtet; 1935 mit 56 Jahren in den Ruhestand versetzt, wurde ihm 1944 auch der seit 1935 erteilte Lehrauftrag als Honorarprofessor in Frankfurt entzogen.
1948 sprach Wentzcke sich für eine „Republikanische Trikolore“ als Flagge Deutschlands aus, die wie die französische Trikolore vertikal geteilt sein sollte. 1949 wurde er als völlig unbelastet entnazifiziert.
Er verfasste mehrere Artikel in der Neuen Deutschen Biographie.
Paul Wentzcke starb 1960 im Alter von 81 Jahren in Frankfurt am Main. Beigesetzt wurde er auf dem Kaiser-Wilhelm-Gedächtnis-Friedhof in Charlottenburg-Westend. Das Grab ist erhalten.

## Ehrungen
- Im Ersten Weltkrieg wurde er mit dem Eisernen Kreuz I. und II. ausgezeichnet.
- Die Berliner Akademie der Wissenschaften ehrte ihn 1929 mit der silbernen Leibniz-Medaille.
- 1933 erhielt er eine Ehrenprofessur der Universität Köln.
- 1959 wurde ihm durch die Stadt Düsseldorf die Lacomblet-Madaille verliehen.

## Werke
- Regesten der Bischöfe von Straßburg bis zum Jahre 1202. Wagner, Innsbruck 1908.
- Geschichte der Stadt Schlettstadt. Laupp, Tübingen 1910.
- Justus Gruner, der Begründer der preußischen Herrschaft im Bergischen Lande. Winter, Heidelberg 1913.
- Kritische Bibliographie der Flugschriften zur deutschen Verfassungsfrage 1848–1851. Niemeyer, Halle 1911.
- Der deutschen Einheit Schicksalsland. Elsaß-Lothringen und das Reich im 19. und 20. Jahrhundert. Geschichtliche und politische Untersuchungen zur großen rheinischen Frage. Drei Masken, München 1921.
- Im neuen Reich 1871–1890. Politische Briefe aus dem Nachlaß liberaler Parteiführer. Ausw. und Bearb. Paul Wentzcke. Schroeder, Bonn 1926 (= Deutscher Liberalismus im Zeitalter Bismarcks, Bd. 2).
- Geschichte des Ruhrkampfes als Aufgabe und Erlebnis. Vortrag vom 9. Dezember 1928 in Frankfurt am Main und 18. Februar 1929 in Essen, Düsseldorf o. J.
- Den Helden des Ruhrkampfes (= Schriften des Historischen Museums und des Archivs der Stadt Düsseldorf), Düsseldorf 1931.
- Ruhrkampf. Einbruch und Abwehr im rheinisch-westfälischen Industriegebiet. Berlin 1932.
- Separatismus – Aus dem Kampf um die Reichseinheit am Rhein 1923. In: Süddeutsche Monatshefte, 31. Jahrgang, Heft 1, München 1933.
- Die deutschen Farben. Ihre Entwicklung und Deutung sowie ihre Stellung in der deutschen Geschichte. Winter, Heidelberg 1955.
- Heinrich von Gagern. Vorkämpfer für deutsche Einheit und Volksvertretung (= Persönlichkeit und Geschichte. Bd. 4), Musterschmidt, Göttingen 1957.
- 1848. Die unvollendete deutsche Revolution. Bruckmann Verlag, München 1958.
- Ideale und Irrtümer des ersten deutschen Parlaments 1848–1849. Winter, Heidelberg 1959.
- als Herausgeber mit Wolfgang Klötzer: Heinrich von Gagern. Deutscher Liberalismus im Vormärz. Briefe und Reden 1815–1848. Musterschmidt, Göttingen/Berlin/Frankfurt 1959.
- Erlanger Burschenschafter in den entscheidenden Monaten der Paulskirche (September 1848 bis Mai 1849). Beiträge zur Parteigeschichte des ersten deutschen Parlaments, bearbeitet und herausgegeben von Harald Lönnecker (= GfbG: Jahresgabe der Gesellschaft für Burschenschaftliche Geschichtsforschung), GfbG, Lupburg-Degerndorf 2006, ISBN 978-3-9807164-4-4.